# Hellufjall (berg i Island, Västlandet)
Hellufjall är ett berg i republiken Island. Det ligger i regionen Västlandet, 90 km norr om huvudstaden Reykjavík. Toppen på Hellufjall är 527 meter över havet.
Trakten runt Hellufjall är nära nog obefolkad, med mindre än två invånare per kvadratkilometer. Det finns inga samhällen i närheten. Trakten runt Hellufjall består i huvudsak av gräsmarker.